# Leif Plenov
Leif Plenov (24. marts 1927 i Gentofte – maj 2009) var en dansk journalist, tilrettelægger, lydbogsindlæser og forfatter.
Plenov blev student fra Østersøgades Gymnasium i 1945 og blev derefter uddannet som journalist ved Frederiksborg Amts Avis og Associated Press. I løbet af sin karriere var han tilknyttet Hærens Pressetjeneste, Nordisk Film, Pressens Radioavis, Det Bedste, Se & Hør og Hjemmet. Fra 1959 fungerede han desuden som sangskriver og forfatter af sketches, monologer og radioindslag. I 1970'erne og 1980'erne var han med til at producere det populære show Rundskuedagens Morgenbitter i Glassalen i Tivoli.
Omkring 1960 arbejdede han på Radio Mercur, hvor han lavede musik- og underholdningsprorammer, og i 1968 kom han til DR's underholdningsafdeling som freelance. Her indledte han et mangeårigt samarbejde med Otto Leisner og var med til at tilrettelægge succeser som Kvit eller Dobbelt, Supersvarerne og Hvornår var det nu det var.
Han blev i 2006 udnævnt til æresmedlem af Danske Populærautorer. Han har desuden siddet i bestyrelsen for Revymuseet samt i Børnehjælpsdagens komité.
Leif Plenov forsvandt 8. maj 2009 ved sit sommerhus i Tisvildeleje. Politiet fandt 19. maj liget af en mand, som man mener er Leif Plenov.